# Bechet (cratère)
Pour les articles homonymes, voir Bechet (homonymie).
Bechet est un cratère d'impact présent sur la surface de Mercure. 
Le cratère fut ainsi nommé par l'Union astronomique internationale en 2013 en hommage au musicien et compositeur américain de jazz Sidney Bechet. 
Son diamètre est de 17,6 km. Il se situe dans le quadrangle de Borealis (quadrangle H-1) de Mercure.